# Ryn
Ryn là một thị trấn thuộc huyện Giżycki, tỉnh Warmińsko-Mazurskie ở đông-bắc Ba Lan. Thị trấn có diện tích 4 km². Đến ngày 1 tháng 1 năm 2011, dân số của thị trấn là 2963 người và mật độ 716 người/km².